# Agraulis lucina
Agraulis lucina är en fjärilsart som beskrevs av Felder 1862. Agraulis lucina ingår i släktet Agraulis och familjen praktfjärilar. Inga underarter finns listade i Catalogue of Life.